# Langue des signes cubaine
La langue des signes cubaine (en espagnol : lengua de señas cubanas, LSC), est la langue des signes utilisée par les personnes sourdes et leurs proches à Cuba.

## Histoire
La LSC est utilisée depuis les années 1990 comme une alternative pédagogique dans les écoles cubaines.
En 2007, les enseignants Beatriz Céspedes et Eliazar Rodríguez de l'école d'enseignement spécial Pelayo Paneque de la province de Las Tunas créent le premier dictionnaire cubain bilingue digital LSC-espagnol. Il est formé de photos, de vidéos, de dessins et de textes fournissant les définitions, étymologies, synonymes et autres particularités des 1 500 mots sélectionnés pour en faire partie,.

## Utilisation
La LSC reconnue socialement, mais pas d'un point de vue juridique, ni par l'Institut de littérature et linguistique ou l'Académie des langues, qui doivent reconnaître cette langue pour la porter devant le Parlement cubain afin qu'elle soit agréée comme la langue officielle de la communauté sourde cubaine.
Les inscriptions dans les écoles pour les sourds à Cuba est en baisse car les progrès réalisés avec les implants cochléaires a incité de nombreuses familles à inscrire leurs enfants dans les programmes éducatifs réguliers.
Yoel Moya Pérez de Corcho, directeur de recherche adjoint du Centre national pour la formation et le développement des sourds (CENDSOR), explique : « La formation universitaire des interprètes cubains en langue des signes a commencé au cours de l'année scolaire 2004-2005. Avant ce moment-là, les interprètes disponibles apprenaient la langue empiriquement ou dans des cours basiques offerts par l'ANSOC ».
Le CENDSOR a entrepris la publication de six manuels bilingues de LSC et d'un dictionnaire multimédia, qui devrait être publié vers la fin de 2013.
En 2012, selon Roger Milan, coordinateur national des interprètes, Cuba compte plus de 700 interprètes en langue des signes cubaine professionnels.
Il existe une association nationale pour les sourds (Asociación Nacional de Sordos de Cuba, ANSOC).

## Filmographie
Casa De Las Señas / House of Signs est un film de 40 minutes en LSC avec des sous-titres en anglais, réalisé par Bryan Horch & Yadier Lanfernal Galan. Il raconte la vie de Lisandro, premier élève universitaire sourd de Cuba, et de ses parents sourds, de sa petite amie et de son ami malentendant dans leur quartier de La Havane où les relations sont soudées. Ils décrivent éloquemment leurs frustrations dans un monde d'entendants où les ressources sont limitées et la technologie est rare, mais ils ne perdent jamais de vue les joies d'une vie communautaire riche et des liens chaleureux de la famille et des amis.